# Мадсен, Николас
Николас Мартин Хауторп Мадсен (дат. Nicolas Martin Hautorp Madsen; род. 17 марта 2000, Оденсе) — датский футболист, левый полузащитник клуба «Куинз Парк Рейнджерс».

## Карьера
Николас начинал заниматься в команде из родного города — «Мариенлюсте». В детстве перешёл в клуб «Несбю», где и привлёк внимание селекционеров больших датских клубов. Выбирал между «Мидтьюлланом» и «Брондбю», остановился на первом из них, пополнив его состав в 15 лет и подписав контракт сроком на три года. В 2017 году контракт был продлён ещё на три года.
С сезона 2018/2019 тренируется с основной командой. 15 сентября 2019 года дебютировал в датской Суперлиге в поединке против «Люнгбю», выйдя на поле на замену на 80-й минуте вместо Эмилиано Маркондеса. Всего в дебютном сезоне провёл 9 матчей, в двух из них выходил в стартовом составе.
Также Николас принимал участие в трёх розыгрышах Юношеской Лиги УЕФА. В сезоне 2019/20 вместе с командой дошёл до четвертьфинала, где датские юноши уступили юношам из нидерландского «Аякса».
21 октября 2020 года вышел на поле в матче Лиги Чемпионов 2020/21 против «Аталанты», заменив на 76-й минуте Йенса Каюсте.
31 августа 2021 года перешёл на правах аренды в нидерландский «Херенвен».
Являлся игроком юношеских сборных Дании, ныне выступает за молодёжную команду.